# Riko Kruit
Riko Kruit (Scheveningen, 20 juni 1974) is een Nederlands voormalig korfballer en huidig korfbalcoach. Hij is tweevoudig Nederlands kampioen geworden als speler en speelde ook in het nationale team. In zijn trainersloopbaan coachte hij meerdere clubs uit de Korfbal League, maar werd ook bondscoach van het korfbalteam van Suriname.

## Speler
Kruit begint op jonge leeftijd met korfbal bij KVS, waar hij het tot het eerste team schopte voordat hij de club in 1997 verruilde voor het Groningse Nic. Uiteindelijk zou Kruit 5 seizoenen in Groningen spelen. Na een kort uitstapje bij Die Haghe kwam hij in 2004 bij Dalto terecht. Daar was hij een onderdeel van de gouden periode van de club, samen met andere topspelers zoals Jos Roseboom, Adriaan van Dijk en Bob de Jong. Met Dalto stond hij in 2006 in de verloren zaalfinale in Rotterdam Ahoy. In 2008 nam de Scheveninger met het veldkampioenschap afscheid als profspeler.

## Erelijst
- veldkampioen 1998 (Nic.)
- veldkampioen 2008 (Dalto)

## Oranje
Kruit speelde 7 officiële interlands namens Nederland. Alle 7 wedstrijden vonden plaats in de zaal.

## Coach
Toen Kruit in 2008 stopte als speler, ging hij aan de slag als hoofdcoach. De eerste ploeg onder zijn leiding was de club waar hij zelf leerde korfballen, KVS. De ploeg was net gedegradeerd uit de Korfbal League en het wilde zo snel mogelijk weer terug op het hoogste niveau. In Kruits eerste seizoen als hoofdcoach had hij zowel geluk als pech. KVS werd kampioen in de Hoofdklasse A en kon weer strijden voor promotie. Het kampioenduel tegen CKV OVVO werd verloren en ook de play-downs gingen verloren. KVS moest dus nog verder in de Hoofdklasse.
Het seizoen erna was een ander verhaal. KVS won het Hoofdklasse kampioenduel van DVO en promoveerde direct naar de Korfbal League.
KVS was weer terug op het hoogste niveau en Kruit verliet KVS.
De tweede klus als hoofdcoach was bij DeetosSnel. Daar begon Kruit in 2010 aan deze job. Op dat moment speelde DeetosSnel in de Hoofdklasse en wilde ook weer terug naar de Korfbal League. In het eerste seizoen van Kruit als hoofdcoach werd DeetosSnel kampioen in de Hoofdklasse A. In het kampioenduel werd CKV OVVO verslagen en dus promoveerde DeetosSnel weer naar de Korfbal League.
Het seizoen erop was Kruit samen met Dennis Voshart de coach van DeetosSnel dat weer op het hoogste niveau acteerde. De ploeg handhaafde zich in de league door op plek 8 te eindigen, maar Kruit nam vroegtijdig afscheid van de club. Na een meningsverschil met de TC vertrok Kruit in maart 2012.
Eind 2012 werd Kruit plotseling de nieuwe hoofdcoach bij het Amsterdamse AKC Blauw-Wit. In november stapte Frits Haan als trainer op. Kruit ging de uitdaging aan om hem te vervangen.
In zijn eerste seizoen in Amsterdam won hij wel de club de Nederlandse veldtitel.
In 2014 ging Kruit naar Dalto. Hij heeft daar 1 seizoen voor de ploeg gestaan. Dalto speelde Korfbal League maar eindigde op de 8e plek.
Vanaf 2016 ging Kruit aan de slag bij KV Heerenveen. Daar coachte hij 2 seizoenen. In 2018 werd hij de nieuwe coach van SCO uit Oldeholtpade.
Na een grote nederlaag tegen Sparta Zwolle, stopte Kruit op 14 december 2019 als trainer/coach van SCO. Aegle Frieswijk werd zijn vervanger.

## Suriname
In 2017 nam Gerald van Dijk het initiatief om een Surinaams korfbalteam op te starten. Dat lukte en de Surinaamse Korfbal Federatie was een feit. Het team van Suriname zou een team worden van korfballers die een Surinaamse achtergrond hebben.
Kruit werd door Van Dijk gevraagd om de bondscoach hiervan te worden. In 2018 won het team van Suriname de Pan Amerikaanse medaille, waardoor het team direct geplaatst werd voor het WK van 2019. Echter besloot Kruit in april 2019 om te stoppen als bondscoach. Hij kon zijn werkzaamheden bij Suriname niet langer combineren met zijn job bij SCO en zijn maatschappelijke werk.
In 2022 werd Kruit voor de tweede keer bondscoach van Suriname, waarna Ivan Karsters het een jaar later overnam.

## Erelijst als Coach
- Korfbal League promotie 2010 (KVS)
- Korfbal League promotie 2011 (DeetosSnel)
- veldkampioen 2013, blauw-wit
- Pan-Amerikaanse kwalificatietoernooi, goud namens Suriname